# Mentalizam
Mentalizam je aktivnost u kojoj njeni praktikanti, zvani mentalisti,  pokazuju visoko razvijene mentalne i intuitivne sposobnosti. U tim predstvama mentalisti publici stvaraju dojam da su obdareni parapsihološkim ili nadnaravnim moćima kao što je telepatija, gatanje, vidovitost, psihokineza, i sl. Hipnoza se također može koristiti kao alat za predstavu. Mentalisti se ponekad nazivaju vidovnjačkim zabavljačima.

## Pozadina
Većinu onoga što moderni mentalist obavlja u svom radu može se pratiti natrag izravno na testovima nadnaravne moći koja su provedena od strane medija, spiritualista i vidovnjaka u 19. stoljeću. Međutim, povijest mentalizma seže čak i dalje. Spominjanje vidovnjaka i proročanstva mogu se naći u djelima starih Grka i u Starom zavjetu u Bibliji.
Mentalisti mogu rabiti slična načela i vještine kao magičari na pozornici.

## Pristupi izvedbi
Stilovi prezentacije mogu se uvelike razlikovati. Nekoliko izvođača, u kalupu Urija Gellera ili Jamesa Van Praagha, tvrde da zapravo posjeduju nadnaravne moći, kao što su telepatija, vidovitost, telekineza ili.
Mnogi suvremeni izvođači, uključujući i Richarda Osterlinda, Banacheka i Derrena Browna pripisuju svoje rezultate manjim natprirodnim sposobnostima, kao što je sposobnost čitanja govora tijela ili podsvjesno manipuliranje subjektom kroz psihološke sugestije.

## Mentalist ili mađioničar
Mentalisti općenito ne miješaju "standardne" čarobnjačke trikove sa svojim mentalnim podvizima. Na taj način mentalizam se previše usko povezuje s trikovima kazališnih magičara. Mnogi mentalisti tvrde da uopće nisu magičari, tvrdeći da je to drukčiji oblik umjetnosti.
Mnogi magičari, međutim, miješaju svoje mentalne izvedbe s iluzijom magije. Na primjer, štos trik s čitanjem misli  također može uključivati čarobno prenošenje dva različita predmeta. Takvi hibridni podvizi magije često se nazivaju mentalne magije od strane izvođača. Čarobnjaci koji rutinski miješaju magiju s mentalnom magijom su David Copperfield i David Blaine.